# Айхштеттен-ам-Кайзерштуль
Айхштеттен-ам-Кайзерштуль (нім. Eichstetten am Kaiserstuhl) — громада в Німеччині, знаходиться в землі Баден-Вюртемберг. Підпорядковується адміністративному округу Фрайбург. Входить до складу району Брайсгау-Верхній Шварцвальд.
Площа — 12,31 км2. Населення становить 3616 ос. (станом на 31 грудня 2020).